# 若林一美
若林 一美（わかばやし かずみ、1961年9月20日 - )は、日本の女優。東京都荒川区出身。血液型はA型。

## 来歴・人物
1961年9月20日、東京都荒川区出身。
1983年、『ペットントン』（フジテレビ）のヨーコ役などに出演。

## 出演

### テレビドラマ
- ペットントン（1983年、フジテレビ） -　ヨーコ 役